# Раматхибоди II
Четтатхират (тайск. เชษฐาธิราช), или Раматхибоди II (тайск. รามาธิบดีที่ ๒) — король Сукхотаи с 1485 года и король Аютии с 1491 по 1529 год. Его правление знаменито первым контактом с европейцами.:242

## Король Сукхотаи
Четтатхират был самым младшим из тех сыновей Боромотрайлоканата. Его старший брат, принц Бороморача, был назначен регентом Аютии во время кампаний его отца против королевства Ланна, в которых погиб другой его брат, принц Индрарача. В 1485 году принц Четтатхират был назначен упараджей, или кронпринцем, и был коронован как король Сукхотаи.
В 1488 году Трайлоканат умер, но несмотря на то, что Четтатхират был кронпринцем, престол унаследовал его брат Бороморача. В 1491 году Бороморача III умер, передав престол Четтатхирату, таким образом объединив два королевства. После этого Четтатхират был коронован под именем Раматхибоди II.

## Король Аютии

### Малаккское вторжение
В 1500 году Раматхибоди II отправил сиамскую армию на покорение Малаккского султаната. Несмотря на неудачу, Сиам подчинил себе некоторые территории султаната, как Паттани, Паханг и Келантан.
Однако, в 1511 году Малакка была  завоевана португальцами под командованием Афонсу де Албукерки. Посольство Албукерки, возглавляемое Дуарте Фернандесом, прибыло в Сиам в 1518 году, став первыми европейцами на территории страны. Раматхибоди II подписал с ними договор, дав португальцам полную торговую свободу, право строить церкви и организовывать христианские миссии.:36

### Война с Ланной
В 1513 году король Ланны Кэу напал на Сукхотаи. Раматхибоди II повел сиамскую армию против нападающих, разбив их и продолжив движение дальше вглубь государства. В 1515 году он разграбил Лампанг. После этого, он назначил своего сына Атхиттаявонга королём Сукхотаи.

### Установление системы повинностей
В Юго-Восточной Азии человеческая сила была источником других сил. В 1518 году Раматхибоди II установил сиамскую систему повинностей, которая существовала до ее отмены в 1905 году королем Чулалонгкорном. Сиамские крестьяне (пхрай — тайск. ไพร่) были обязаны всю жизнь работать на благо государства. Все мужское население возрастом от 18 лет должно было быть зарегистрировано, чтобы быть мобилизировано: отправлено на войну или на общественную стройку. Система повинностей существовала в различных формах.

## Смерть
Раматхибоди II умер в 1529 году, когда в небе была замечена большая комета. Как сказано в сиамских хрониках:
...В 891-й год Чуласакарат, год Быка, в воздухе от юго-запада до северо-запада был увиден небесный знак белого цвета, как стрела бога Индры. В воскресенье, 8-й день убывающей луны 12-го месяца, скончался Сомдет Пхра Раматхибоди Чао.
На престол взошел его сын, принц Атхиттаявонг, под именем Бороморача IV. 